# Providência (mitologia)

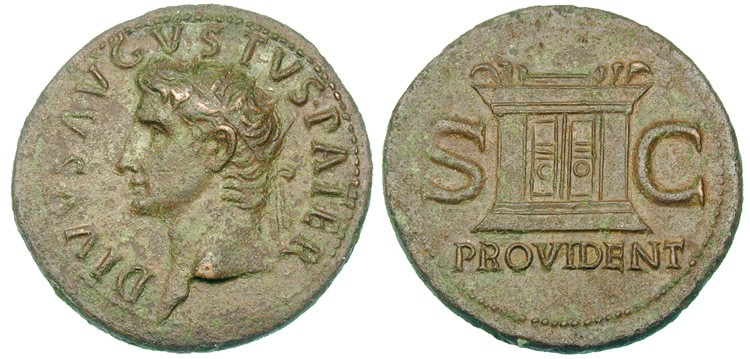
Asse do imperador Tibério r. mostrando a fachada do Templo de Providência Augusta

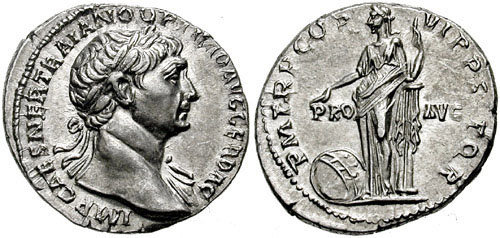
Denário de Trajano r. com representação da Providência

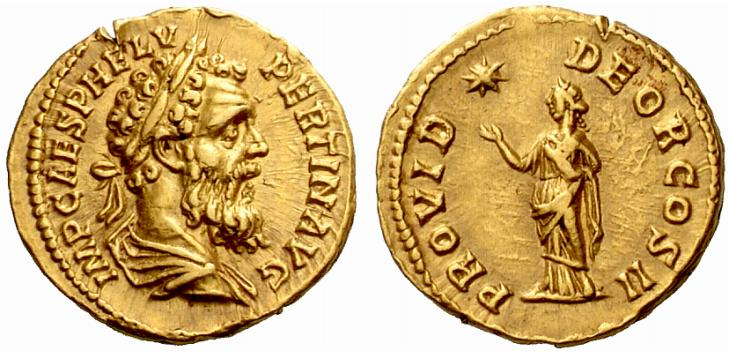
Áureo de Pertinax r. com representação de Providência

Providência (em latim: Providentia), na religião da Roma Antiga, é a personificação divina da habilidade de prever e fazer provisão (providência). Estava entre as personificações das virtudes que faziam parte do culto imperial da Roma Antiga e foi uma importante abstração moral e filosófica no discurso romano. Cícero afirmou que os três principais componentes são a prudência, "o conhecimento das coisas que são boas ou ruins ou nada", a memória (memoria) e a inteligência (intellegentia). A palavra latina está na origem do conceito cristão de divina providência.

## Culto imperial
À época da morte de Augusto (r. 27 a.C.–14 d.C.), o imperador Tibério (r. 14–37) estabeleceu um altar para Providência Augusta em reconhecimento da "divindade manifesta nas provisões de seu pai para o Estado romano". O título cultual "Augusta" foi adicionado também durante o período imperial para deusas como Pax, Justiça e Concórdia. Epítetos tradicionais invocou uma deidade dentro de um espera funcional específica ao declarar seus poderes. O título "Augusta", assim, fixou a força da divindade dentro da esfera do imperador Augusto.
Em 28, após Tibério prender e executar Sejano por conspiração, o Culto das Virtudes desempenhou um papel na programa propagandístico que apresentou a restauração da ordem imperial como o retorno do governo constitucional. Sacrifícios foram oferecidos à Providência junto com Saúde (Salus), Liberdade (Libertas) e Gênio. Naquele tempo, a Providência também recebeu um sacerdote permanente integral (sacerdos) devotado a ela. Na esteira da Conspiração de Pisão contra Nero (r. 54–68), observâncias religiosas presididas pelos irmãos arvais para reparar o Estado incluíram sacrifícios a várias divindades, dentre elas Providência.
Providência aparece em moedas romanas emitidas sob Vespasiano (r. 69–79), Trajano (r. 98–117), Adriano (r. 117–138), Antonino Pio (r. 138–161), Cômodo (r. 180–192), Sétimo Severo (r. 193–211) e Diocleciano (r. 283–305). Uma moeda emitida por Tito (r. 79–81) descreve seu pai deificado Vespasiano segurando um globo para seu filho como seu sucessor, com a legenda "Providência Augusta". Moedas emitidas por Nerva (r. 96–98) descreve o Gênio do senado portando o globo para o novo imperador, com a legenda "Providência do Senado" (Providentia Senatus).